# Ploiaria floridana
Ploiaria floridana är en insektsart som först beskrevs av Ernst Evald Bergroth 1922.  Ploiaria floridana ingår i släktet Ploiaria och familjen rovskinnbaggar. Inga underarter finns listade i Catalogue of Life.